# FIH Hockey World League/2016–2017 Semifinale (Damen)
Das Semifinale der FIH Hockey World League/2016–2017 der Damen fand zwischen dem 21. Juni und dem 22. Juli 2017 in insgesamt zwei Turnieren statt.

## Modus
Die zwei Turniere wurden nach demselben Modus ausgespielt. Zehn Mannschaften nahmen jeweils an einem Turnier teil. Diese zehn Nationen wurden in zwei Fünfer-Gruppen geteilt, die eine einfache Runde jeder-gegen-jeden spielten. Die ersten Vier nach der Gruppenphase qualifizierten sich für das Viertelfinale. Wo der Erste der einen Gruppe gegen den Vierten der anderen Gruppe spielte und der Zweite der einen Gruppe gegen den Dritten der anderen Gruppe spielte. Die zwei Letzten der Gruppen spielten gegeneinander um Platz neun. Die Verlierer der Viertelfinale spielten gegeneinander um die Plätze fünf bis Acht. Die Gewinner nahmen erst am Semifinale, und dann am Finale (bzw. Spiel um Platz drei) teil.

## Weltmeisterschaftsqualifikation
Die Mehrheit der Qualifikationsplätze für die Feldhockey-Weltmeisterschaft der Damen 2018 in London wurden im World League Semifinale verteilt. Zehn Teilnehmer wurden emmittelt. Somit qualifizierten sich die ersten Fünf jedes Turniers, unter allen Umständen. Schlechter klassierte Nationen wurden auch berücksichtigt da Kontinentalmeister sich unter den ersten Fünf befanden. Sollte ein Platz zwischen zwei gleichklassierten gefallen sein qualifizierte sich die in der Weltrangliste besser gereihte Nation für die Weltmeisterschaft.

## Brüssel
Das Turnier in Brüssel, Belgien fand vom 21. Juni bis zum 2. Juli 2017 statt. Die ersten Vier qualifizierten sich  für das Hockey-World-League-Finale.

### Gruppe A

#### Tabelle
| Platz                                                                                             | Nation              | Spiele   | Spiele | Spiele        | Spiele   | Tore | Tore  | Tore | Punkte |
| Platz                                                                                             | Nation              | gespielt | siege  | unentschieden | verloren | für  | gegen | diff | Punkte |
| ------------------------------------------------------------------------------------------------- | ------------------- | -------- | ------ | ------------- | -------- | ---- | ----- | ---- | ------ |
| 1                                                                                                 | Niederlande         | 4        | 4      | 0             | 0        | 19   | 0     | +15  | 12     |
| 2                                                                                                 | Südkorea            | 4        | 2      | 1             | 1        | 7    | 10    | −3   | 7      |
| 3                                                                                                 | Italien             | 4        | 1      | 2             | 1        | 4    | 8     | −4   | 5      |
| 4                                                                                                 | Volksrepublik China | 4        | 0      | 2             | 2        | 4    | 6     | −2   | 2      |
| 5                                                                                                 | Schottland          | 4        | 0      | 1             | 3        | 2    | 12    | −10  | 1      |
| Punkte werden wie folgt vergeben: Sieg – 3 Punkte; Unentschieden – 1 Punkt; Niederlage – 0 Punkte |                     |          |        |               |          |      |       |      |        |

#### Spielplan
| 21. Juni 2017       |     |                     |
| Volksrepublik China | 2:2 | Italien             |
| Niederlande         | 4:0 | Schottland          |
| 22. Juni 2017       |     |                     |
| Südkorea            | 0:0 | Italien             |
| Volksrepublik China | 1:1 | Schottland          |
| 24. Juni 2017       |     |                     |
| Südkorea            | 0:9 | Niederlande         |
| Italien             | 2:1 | Schottland          |
| 25. Juni 2017       |     |                     |
| Volksrepublik China | 0:1 | Niederlande         |
| Schottland          | 0:5 | Südkorea            |
| 27. Juni 2017       |     |                     |
| Südkorea            | 2:1 | Volksrepublik China |
| Niederlande         | 5:0 | Italien             |

### Gruppe B

#### Tabelle
| Platz                                                                                             | Nation     | Spiele   | Spiele | Spiele        | Spiele   | Tore | Tore  | Tore | Punkte |
| Platz                                                                                             | Nation     | gespielt | siege  | unentschieden | verloren | für  | gegen | diff | Punkte |
| ------------------------------------------------------------------------------------------------- | ---------- | -------- | ------ | ------------- | -------- | ---- | ----- | ---- | ------ |
| 1                                                                                                 | Australien | 4        | 3      | 0             | 1        | 8    | 3     | +5   | 9      |
| 2                                                                                                 | Neuseeland | 4        | 3      | 0             | 1        | 4    | 1     | +3   | 9      |
| 3                                                                                                 | Belgien    | 4        | 2      | 0             | 2        | 10   | 2     | +8   | 6      |
| 4                                                                                                 | Spanien    | 4        | 2      | 0             | 2        | 5    | 6     | −1   | 6      |
| 5                                                                                                 | Malaysia   | 4        | 0      | 0             | 4        | 1    | 16    | −15  | 0      |
| Punkte werden wie folgt vergeben: Sieg – 3 Punkte; Unentschieden – 1 Punkt; Niederlage – 0 Punkte |            |          |        |               |          |      |       |      |        |

#### Spielplan
| 21. Juni 2017 |     |            |
| Australien    | 3:0 | Malaysia   |
| Neuseeland    | 1:0 | Spanien    |
| 22. Juni 2017 |     |            |
| Spanien       | 3:1 | Malaysia   |
| Belgien       | 0:1 | Australien |
| 24. Juni 2017 |     |            |
| Neuseeland    | 2:0 | Australien |
| Malaysia      | 0:9 | Belgien    |
| 25. Juni 2017 |     |            |
| Australien    | 4:1 | Spanien    |
| Belgien       | 1:0 | Neuseeland |
| 27. Juni 2017 |     |            |
| Neuseeland    | 1:0 | Malaysia   |
| Belgien       | 0:1 | Spanien    |

### Finalphase
Spiel um Platz 9
| 29. Juni 2017 |     |          |
| Schottland    | 1:0 | Malaysia |

Viertelfinale
| 29. Juni 2017 |              |                     |
| Neuseeland    | 2:0          | Italien             |
| Australien    | 0:2          | Volksrepublik China |
| Niederlande   | 2:0          | Spanien             |
| Südkorea      | 1:1 (3:2 SO) | Belgien             |

Spiele um die Plätze 5–8
| 1. Juli 2017 |              |            |
| Spanien      | 1:1 (3:4 SO) | Italien    |
| Belgien      | 1:5          | Australien |

Semifinale
| 1. Juli 2017 |              |                     |
| Südkorea     | 0:3          | Volksrepublik China |
| Niederlande  | 1:1 (5:4 SO) | Neuseeland          |

Spiel um Platz 7
| 2. Juli 2017 |              |         |
| Spanien      | 1:1 (4:1 SO) | Belgien |

Spiel um Platz 5
| 2. Juli 2017 |     |            |
| Italien      | 1:3 | Australien |

Spiel um Platz 3
| 2. Juli 2017 |     |          |
| Neuseeland   | 1:0 | Südkorea |

Finale
| 2. Juli 2017 |     |                     |
| Niederlande  | 2:0 | Volksrepublik China |

### Rangliste
| Rang | Nation              |
| ---- | ------------------- |
| 1.   | Niederlande         |
| 2.   | Volksrepublik China |
| 3.   | Neuseeland          |
| 4.   | Südkorea            |
| 5.   | Australien          |
| 6.   | Italien             |
| 7.   | Spanien             |
| 8.   | Belgien             |
| 9.   | Schottland          |
| 10.  | Malaysia            |

Für das Finale qualifizierte Nationen sind fett geschrieben.

## Johannesburg
Das Turnier in Johannesburg, Südafrika fand vom 8. bis zum 22. Juli 2017 statt. Die ersten Drei qualifizierten sich sicher für das Final der Hockey World League. Der Vierte Spanien qualifizierte sich ebenfalls, da er besser in der Weltrangliste platziert war als Malaysia.

### Gruppe A

#### Tabelle
| Platz                                                                                             | Nation      | Spiele   | Spiele | Spiele        | Spiele   | Tore | Tore  | Tore | Punkte |
| Platz                                                                                             | Nation      | gespielt | siege  | unentschieden | verloren | für  | gegen | diff | Punkte |
| ------------------------------------------------------------------------------------------------- | ----------- | -------- | ------ | ------------- | -------- | ---- | ----- | ---- | ------ |
| 1                                                                                                 | England     | 4        | 3      | 0             | 1        | 7    | 3     | +4   | 9      |
| 2                                                                                                 | Deutschland | 4        | 2      | 1             | 1        | 6    | 3     | +3   | 7      |
| 3                                                                                                 | Japan       | 4        | 2      | 1             | 1        | 4    | 4     | 0    | 7      |
| 4                                                                                                 | Irland      | 4        | 1      | 2             | 1        | 7    | 6     | +1   | 5      |
| 5                                                                                                 | Polen       | 4        | 0      | 0             | 4        | 0    | 8     | −8   | 0      |
| Punkte werden wie folgt vergeben: Sieg – 3 Punkte; Unentschieden – 1 Punkt; Niederlage – 0 Punkte |             |          |        |               |          |      |       |      |        |

#### Spielplan
| 8. Juli 2017  |     |             |
| Japan         | 1:1 | Irland      |
| Deutschland   | 1:0 | Polen       |
| 10. Juli 2017 |     |             |
| Deutschland   | 2:2 | Irland      |
| England       | 3:0 | Polen       |
| 12. Juli 2017 |     |             |
| Irland        | 2:0 | Polen       |
| Japan         | 1:0 | England     |
| 14. Juli 2017 |     |             |
| Polen         | 0:2 | Japan       |
| Deutschland   | 0:1 | England     |
| 16. Juli 2017 |     |             |
| Japan         | 0:3 | Deutschland |
| England       | 3:2 | Irland      |

### Gruppe B

#### Tabelle
| Platz                                                                                             | Nation             | Spiele   | Spiele | Spiele        | Spiele   | Tore | Tore  | Tore | Punkte |
| Platz                                                                                             | Nation             | gespielt | siege  | unentschieden | verloren | für  | gegen | diff | Punkte |
| ------------------------------------------------------------------------------------------------- | ------------------ | -------- | ------ | ------------- | -------- | ---- | ----- | ---- | ------ |
| 1                                                                                                 | Argentinien        | 4        | 4      | 0             | 0        | 12   | 1     | +11  | 12     |
| 2                                                                                                 | Vereinigte Staaten | 4        | 2      | 0             | 2        | 7    | 8     | −1   | 6      |
| 3                                                                                                 | Südafrika          | 4        | 1      | 1             | 2        | 4    | 6     | −2   | 5      |
| 4                                                                                                 | Indien             | 4        | 1      | 1             | 2        | 2    | 7     | −5   | 5      |
| 5                                                                                                 | Chile              | 4        | 1      | 0             | 3        | 5    | 17    | −12  | 0      |
| Punkte werden wie folgt vergeben: Sieg – 3 Punkte; Unentschieden – 1 Punkt; Niederlage – 0 Punkte |                    |          |        |               |          |      |       |      |        |

#### Spielplan
| 8. Juli 2017       |     |                    |
| Vereinigte Staaten | 1:0 | Chile              |
| Südafrika          | 0:0 | Indien             |
| 10. Juli 2017      |     |                    |
| Argentinien        | 2:0 | Chile              |
| Vereinigte Staaten | 4:1 | Indien             |
| 12. Juli 2017      |     |                    |
| Indien             | 1:0 | Chile              |
| Südafrika          | 1:3 | Argentinien        |
| 14. Juli 2017      |     |                    |
| Chile              | 1:0 | Südafrika          |
| Vereinigte Staaten | 0:4 | Argentinien        |
| 16. Juli 2017      |     |                    |
| Südafrika          | 3:2 | Vereinigte Staaten |
| Argentinien        | 3:0 | Indien             |

### Finalphase
Spiel um Platz 9
| 20. Juli 2017 |     |       |
| Polen         | 1:2 | Chile |

Viertelfinale
| 18. Juli 2017      |     |           |
| Vereinigte Staaten | 1:0 | Japan     |
| Argentinien        | 2:1 | Irland    |
| England            | 4:1 | Indien    |
| Deutschland        | 1:0 | Südafrika |

Spiele um die Plätze 5–8
| 20. Juli 2017 |     |        |
| Indien        | 0:2 | Japan  |
| Südafrika     | 3:0 | Irland |

Semifinale
| 20. Juli 2017 |              |                    |
| Deutschland   | 2:1          | Argentinien        |
| England       | 1:1 (1:2 SO) | Vereinigte Staaten |

Spiel um Platz 7
| 22. Juli 2017 |     |        |
| Indien        | 1:2 | Irland |

Spiel um Platz 5
| 22. Juli 2017 |     |           |
| Japan         | 1:2 | Südafrika |

Spiel um Platz 3
| 22. Juli 2017 |     |             |
| England       | 5:2 | Argentinien |

Finale
| 22. Juli 2017      |              |             |
| Vereinigte Staaten | 1:1 (3:2 SO) | Deutschland |

### Rangliste
| Rang | Nation             |
| ---- | ------------------ |
| 1.   | Vereinigte Staaten |
| 2.   | Deutschland        |
| 3.   | England            |
| 4.   | Argentinien        |
| 5.   | Südafrika          |
| 6.   | Japan              |
| 7.   | Irland             |
| 8.   | Indien             |
| 9.   | Chile              |
| 10.  | Polen              |

Für das Finale qualifizierte Nationen sind fett geschrieben.